# In Concert-Carnegie Hall
Albums de George Benson
Bad Benson
(1974) Good King Bad
(1976)
Lives de George Benson
Weekend in L.A.
(1978)
In Concert-Carnegie Hall est le premier album live du guitariste et chanteur de jazz américain George Benson, sorti en 1976 chez CTI Records,.

## Enregistrement
L'album, produit par Creed Taylor, présente une prestation en concert enregistrée au Carnegie Hall le 11 janvier 1975. Un enregistrement supplémentaire est ensuite effectué au studio Van Gelder à Englewood Cliffs en 1976, au cours duquel Creed Taylor remplace la section rythmique d'origine de Wayne Dockery à la contrebasse et de Marvin Chappell à la batterie par Will Lee et Steve Gadd respectivement,. 

## Rééditions
Les rééditions en CD de 1988 et 2007 ajoutent un titre bonus (Sky Dive), une introduction et réorganisent les sélections telles qu'elles ont été présentées en concert,.

## Accueil critique
La critique sur le site AllMusic indique que « c'est un solide effort live, où Benson met à profit tout son talent. Rétrospectivement, en écoutant ce disque au XXIe siècle, il est difficile d'imaginer que Benson soit passé si rapidement du statut de guitariste de classe à celui de vedette de la pop ».

## Liste des titres
Éditions 33 tours et cassette
| 1. | Gone      | George Benson | 10:27 |
| 2. | Take Five | Paul Desmond  | 5:40  |

| Face B | Face B     | Face B                             | Face B | Face B | Face B | Face B | Face B | Face B | Face B |
| No     | Titre      | Auteur                             | Durée  |        |        |        |        |        |        |
| ------ | ---------- | ---------------------------------- | ------ | ------ | ------ | ------ | ------ | ------ | ------ |
| 3.     | Octane     | Benson                             | 10:12  |        |        |        |        |        |        |
| 4.     | Summertime | - George Gershwin - DuBose Heyward | 7:16   |        |        |        |        |        |        |
| 33:35  |            |                                    |        |        |        |        |        |        |        |

| Réédition CD | Réédition CD                             | Réédition CD         | Réédition CD | Réédition CD | Réédition CD | Réédition CD | Réédition CD | Réédition CD | Réédition CD |
| No           | Titre                                    | Auteur               | Durée        |              |              |              |              |              |              |
| ------------ | ---------------------------------------- | -------------------- | ------------ | ------------ | ------------ | ------------ | ------------ | ------------ | ------------ |
| 1.           | Introduction (bonus sur la réédition CD) | Benson               | 1:17         |              |              |              |              |              |              |
| 2.           | Take Five                                | Desmond              | 5:37         |              |              |              |              |              |              |
| 3.           | Summertime                               | - Gershwin - Heyward | 7:24         |              |              |              |              |              |              |
| 4.           | Gone                                     | Benson               | 10:28        |              |              |              |              |              |              |
| 5.           | Sky Dive (bonus sur la réédition CD)     | Freddie Hubbard      | 6:57         |              |              |              |              |              |              |
| 6.           | Octane                                   | Benson               | 10:16        |              |              |              |              |              |              |
| 41:59        |                                          |                      |              |              |              |              |              |              |              |

## Crédits
- George Benson – guitare, chant
- Hubert Laws – flûte
- Ronnie Foster (en) – claviers
- Wayne Dockery – contrebasse
- Marvin Chappell – batterie
- Bernard Fennell – violoncelle

Enregistrement en superposition
- Johnny Griggs, Ray Armando – percussion
- Will Lee – basse
- Steve Gadd, Andy Newmark – batterie
- David Matthews – arrangements de cordes, direction d'orchestre

## Classements
| Classement (1977)            | Meilleure position |
| ---------------------------- | ------------------ |
| États-Unis (Billboard 200)   | 122                |
| États-Unis (Top Jazz Albums) | 6                  |
| États-Unis (Top Soul LPs)    | 43                 |